# Papiro 43
O Papiro 43 ({\displaystyle {\mathfrak {P}}}43) é um antigo papiro do Novo Testamento que contém fragmentos dos capítulos dois, quinze e dezasseis do Apocalipse de João (2:12-13; 15:8-16:2).